# Fowlerichthys avalonis
Fowlerichthys avalonis е вид лъчеперка от семейство Antennariidae. Видът е незастрашен от изчезване.

## Разпространение и местообитание
Разпространен е в Гватемала, Еквадор, Колумбия, Коста Рика, Мексико, Никарагуа, Панама, Перу, Салвадор, САЩ и Хондурас.
Среща се на дълбочина от 2 до 300 m, при температура на водата от 14,1 до 27 °C и соленост 33,7 – 35,3 ‰.

## Описание
На дължина достигат до 33 cm.